# Wilhelm von Fürstenberg (Söldnerführer)

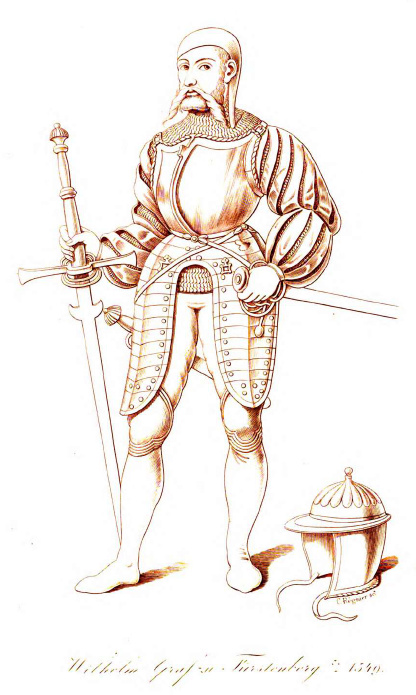
Wilhelm von Fürstenberg. Zeichnung von Heinrich Frank nach einem Ölgemälde auf Schloss Heiligenberg

Wilhelm von Fürstenberg (* 7. Januar 1491; † 21. August 1549 zu Ortenberg), Graf von Fürstenberg, Landgraf in der Baar, war ein deutscher Söldnerführer.

## Leben
Wilhelm war der älteste Sohn des Grafen Wolfgang von Fürstenberg aus dem Haus Fürstenberg und dessen Ehefrau, der Gräfin Elisabeth von Solms-Braunfels (1469–1540).
Bereits mit 12 Jahren (1503) sandte ihn sein Vater auf die Universität Freiburg. Die wissenschaftliche Ausbildung lag ihm jedoch nicht und wurde alsbald abgebrochen. Stattdessen wurde er in den höfischen Sitten und dem Kriegshandwerk ausgebildet.
Froben Christoph von Zimmern beschreibt ihn in seiner zeitgenössischen Chronik:

„Wir haben in vil jaren in deutscher nation kein martialischern mentschen ..., gehapt,....“ „Er ist ein wunderbarlicher Satyrus gewesen,...“

### Ehe 1505 bis 1515
Mit 15 Jahren (am 22. Oktober 1505) wurde Wilhelm mit der Witwe von Louis de Blâmont, Bona (1480–1515) verheiratet. Bona war die Tochter von Claude de Neuchâtel und Bonne de Bolchen. Ihr älterer Bruder, Thiebaut XI, war bereits 1501 gestorben und ihr Vater starb im Februar 1505. Die jüngere Schwester, Elisabeth, war ebenfalls 1505 mit Graf Felix von Werdenberg verheiratet worden. Kaiser Maximilian hatte diese Heiratsverbindungen gefördert, da er die 1493 für Habsburg gewonnene Freigrafschaft Burgund durch familiäre Verbindungen zwischen deutschem Reichsadel und burgundischem Adel dem Haus Habsburg sichern wollte.
Wilhelms Ehefrau starb schon 1515 ohne Nachkommen. Sie hatte Wilhelm als Alleinerben eingesetzt.

### Kampf um die burgundische Erbschaft 1505–1524
Nach seiner frühen Heirat lebte Wilhelm zunächst in Héricourt. Das Erbe seiner Ehefrau wurde von Herzog Ulrich von Württemberg nicht nur juristisch angefochten, sondern jener ließ auch die zum Erbe gehörige Herrschaft Blâmont besetzen. Wilhelm seinerseits ließ die zum württembergischen Mömpelgard gehörige Herrschaft Granges besetzen. Aufgrund von diversen Burgrechtsverhältnissen Wilhelms und Ulrichs mischten sich eine Anzahl eidgenössischer Stände – insbesondere Basel und Solothurn – in die Erbauseinandersetzung ein. Als auch das Parlament der Freigrafschaft in Dole zugunsten des Württembergers entschied, verkaufte Wilhelm 1524 seine umstrittenen Rechte billig an den Habsburger Erzherzog Ferdinand.
Am 21. Mai 1521 trat Wilhelm gegen einen festen Jahressold in die Dienste des französischen Königs Franz I. und sollte Oberbefehlshaber von dessen deutschen und schweizerischen Söldnertruppen werden. Wilhelm warb Truppen für Frankreich an, die Übernahme des Oberkommandos scheiterte jedoch am Widerstand der schweizerischen Söldner und Wilhelm kam auch nicht zum Kriegseinsatz. 1522 wechselte Wilhelm auf die Seite von Kaiser Karl V., nachdem dieser im September 1521 noch Wilhelms Dienstangebot abgelehnt hatte. Beide Wechsel sind auch im Zusammenhang mit der von Wilhelm erhofften, aber nicht wirksam erhaltenen Unterstützung in seinem burgundischen Erbschaftsstreit zu sehen.

### Parteigänger Franz von Sickingens 1522/23
Zusammen mit Eitelfritz von Zollern unterstützte er 1522/23 Franz von Sickingen in dessen Fehde mit dem Bischof von Trier, Richard von Greiffenklau zu Vollrads. Grundidee des Ritteraufstands war es, dem Adel durch die Säkularisation geistlicher Fürstentümer finanzielle und gesellschaftliche Aufstiegsmöglichkeiten zu eröffnen. Nach Niederlage und Tod des Franz von Sickingen befürchtete Wilhelm kurzzeitig einen Einfall der Sieger in seine Ortenau, was aber durch Vermittlung der Stadt Straßburg und des Straßburger Bischofs, Wilhelm von Hohnstein, abgewendet werden konnte.

### Im Bauernkrieg 1524/25
Die Bauernunruhen der Jahre 1524/25 erfassten die fürstenbergischen Land schon im Herbst 1524. Zunächst kam es zu Verhandlungen und der Einleitung eines Gerichtsverfahrens zur Feststellung der von den Bauern geforderten alten Rechte. Im April 1525 eskalierte die Auseinandersetzung und ergriff ganz Südwestdeutschland. Die Fürstenberger Grafen verbrachten Familien und Besitztümer in den Schutz der Stadt Villingen und rieten dem Erzherzog Ferdinand und dem Schwäbischen Bund zu einer militärischen Niederschlagung des Aufstands, wozu sie auch selbst 2000 Mann aufbieten wollten. Der Schwäbische Bund nahm das Angebot an und ernannte Wilhelm zum Führer des Fußvolks seiner Truppen, die unter dem Oberbefehl von Georg III. Truchseß von Waldburg-Zeil standen. Wilhelm leitete die Fußtruppen bis zur Auflösung des Aufgebots des Schwäbischen Bundes im Juli 1525 und war an der blutigen Niederschlagung des Aufstandes in Oberschwaben, Württemberg, dem Odenwald und in Franken beteiligt.

### 1526 bis 1529 Misserfolge als Zivilist und Militär
In den Jahren 1526 bis 1528 lebte Wilhelm meist auf seinem Schloss Ortenberg und seinem Anwesen in Straßburg, wo er einen ausschweifenden Lebenswandel trieb. Eine erfolgreiche Verwaltung seiner Güter und seiner Landesherrschaft gelang ihm nicht.
1528 trat er wieder in die Dienste von Kaiser Karl V., war zunächst an den Vorbereitungen für dessen Krieg in Italien beteiligt und nahm dann an dem erfolglosen Zug des Herzogs Heinrich II. von Braunschweig nach Italien teil.

### Im Dienst des Landgrafen von Hessen 1529 bis 1534

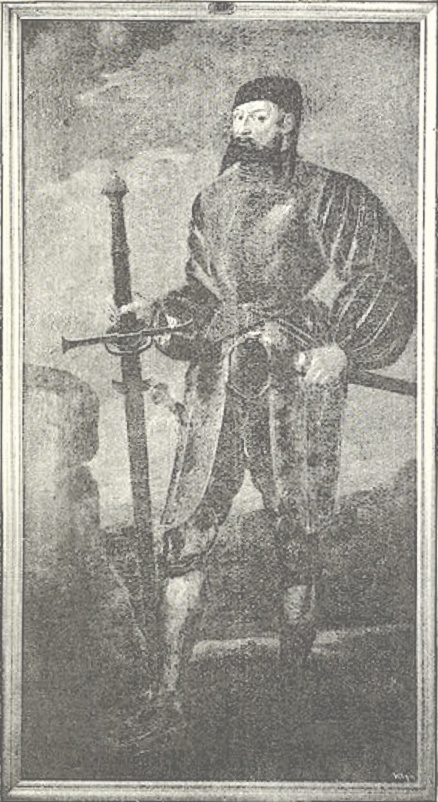
Wilhelm von Fürstenberg; Fotografie eines Ölgemäldes auf Schloss Heiligenberg

Nach seiner Rückkehr nach Deutschland bot er seine Dienste dem lutherischen, sächsischen Kurfürsten Johann an, dessen finanzielles Angebot ihm aber unzureichend erschien. Auf dem Reichstag in Speyer von 1529 setzte er sich für die Interessen der protestantischen Stadt Straßburg ein und schloss sich dem Protest der evangelischen Reichsstände an. Einige Monate später trat er zu lukrativen Bedingungen in den Dienst des hessischen Landgrafen Philipp. Der Vertrag brachte seine religiösen Neigungen mit seinen materiellen Interessen in Einklang und führte zu seiner endgültigen Abkehr von den Habsburgern.
Wilhelm war teilweise beim Marburger Religionsgespräch anwesend und begleitete Zwingli bei dessen Heimreise bis Straßburg.
1530 trat er mit Erlaubnis des hessischen Landgrafen auch noch in die Dienste des Herzogs Anton II. von Lothringen. Als 1531 Frankreich für den anti-habsburgischen Saalfelder Bund gewonnen werden sollte, schickte Landgraf Philipp auch Wilhelm als Unterhändler zum französischen König. Auch bei den weiteren Verhandlungen des Landgrafen mit Frankreich zur Restitution des vertriebenen württembergischen Herzogs Ulrich wurde Wilhelm mehrfach als Gesandter eingesetzt. Im Frühjahr 1534 betrieb Wilhelm für den Landgrafen mit den von Frankreich erhaltenen Geldern die Anwerbung des Fußvolks für den Kriegszug gegen die Habsburger. Ende April 1534 brach Wilhelm mit 9 000 bis 10 000 angeworbenen Söldnern vom Musterungsplatz bei Straßburg auf nach Pfungstadt, wo die Vereinigung mit dem Landgrafen, dessen Reiterei und weiteren Söldnertruppen erfolgte. Wilhelm wurde Oberbefehlshaber des insgesamt 17 000 Mann starken Fußvolkes. Am 12. Mai kam es bei Nordheim zu einem ersten unentschiedenen Gefecht und am 13. Mai zur Schlacht bei Lauffen, die mit der Niederlage der Österreicher endete. Nachdem auch die Festung Hohenasperg durch die hessischen Truppen eingenommen war und ein Vormarsch auf die österreichischen Erblande drohte, stimmte König Ferdinand im Vertrag von Kaaden der Restitution von Herzog Ulrich zu.
Da sich Wilhelm mit Rücksicht auf die Herrschaften seines Bruders Friedrich geweigert hatte, seine Regimenter in den österreichischen Breisgau einmarschieren zu lassen, kam es zum Zerwürfnis zwischen Wilhelm und Landgraf Philipp. Weitere Streitpunkte waren die Entlohnung Wilhelms und Vorwürfe, unter seinem Kommando sei es zu Exzessen gegen Klöster und Geistliche gekommen.

### In französischen Diensten 1535 bis 1539
1535 trat Wilhelm in die Dienste des französischen Königs Franz. I. und führte ihm 1536 eine 6 000 Mann starke Söldnertruppe zu, die er in Südwestdeutschland und im Elsass geworben hatte, obwohl der deutsche König ausdrückliche Verbote für die Werbung erlassen hatte. Er führte diese Truppen im piemontesischen Feldzug (1536–1538) unter dem Oberkommando von Anne de Montmorency gegen die Armee Karls V.
1538 war er im Gefolge von Franz I. als dieser in Nizza Papst Paul III. traf und weigerte sich dabei dem Papst die Pantoffeln zu küssen, wie dies Franz I. und seine Höflinge taten, obwohl er von Montmorency den ausdrücklichen Befehl erhielt.
In der Auseinandersetzung mit dem ebenfalls in französischen Diensten stehenden elsässischen Söldnerführer Sebastian Vogelsberger verlor Wilhelm seinen letzten Einfluss auf die französische Politik und quittierte seinen Dienst bei König Franz I.

### Wilhelm und der Schmalkaldische Bund 1538/39
1538 bemühte sich der schmalkaldische Bund intensiv um eine Bündnis mit Frankreich, da man befürchtete, dass Karl V. nach Beendigung des Krieges mit Frankreich die protestantischen Reichsstände angreifen könnte. Wilhelm wurde gebeten die Gesandtschaften am französischen Hof zu unterstützen. Im gleichen Jahr wurde Wilhelm von König Franz I. im Geldrischen Erbfolgekrieg als Vermittler zwischen dem lothringischen Herzog Anton und Herzog Wilhelm von Cleve eingesetzt. Wilhelm versuchte dabei auf eigene Faust den Lothringer auch zum Beitritt zum schmalkaldischen Bund zu bewegen, wobei seine Bemühungen letztlich ohne jeden Erfolg blieben.
Im Oktober 1538 bot er seine Dienste dem schmalkaldischen Bund an, wobei er psychologisch ungeschickt hohe Forderungen bzgl. Entlohnung und Kompetenzen stellte. Obwohl es zu keinem Dienstverhältnis kam und Wilhelm auch nicht Mitglied des Bundes war, betrieb er die Werbung von Söldnern um diese im Falle eines Angriffs durch Karl V. dem Bund zur Verfügung stellen zu können. Als 1539 der sogenannte Frankfurter Anstand den status quo im Reich vorerst sicherte, löste er die in der Ortenau einquartierte Truppe wieder auf.

### Im Reichskrieg gegen Frankreich (1544) und Gefangenschaft 1544/45
Nach seinem persönlichen Bruch mit Frankreich und unter dem Eindruck der harten Verfolgung der Protestanten in Frankreich, ließ sich Wilhelm – wie auch viele protestantische Reichsstände – von Karl V. für einen neuen Krieg gegen Frankreich gewinnen.
Am 6. Juni 1544 nahmen die Reichstruppen unter Gonzaga und Wilhelm Luxemburg ein und zogen danach weiter bis Saint-Dizier, das sie belagerten.
Am 23. Juli 1544 wurde Wilhelm bei der Einnahme von Vitry-le-François verwundet. Nach seiner baldigen Genesung kehrte er am 26. August zur Armee zurück, die inzwischen Saint-Dizier eingenommen hatte. Auf seinen Rat hin marschierte Karl V. auf Paris zu. Bei der Erkundung eines Marne-Übergangs wurde Wilhelm am 4. September 1544 von den Franzosen gefangen genommen und als Verräter in die Bastille geworfen. Die Behandlung eines Kriegsgefangenen wurde ihm verweigert und zunächst auch eine Freilassung gegen Lösegeld. Später wurde eine exorbitante Forderung von 30 000 Sonnenkronen gestellt. Am 18. September schloss Karl V. mit Frankreich den Frieden von Crépy, wobei der Fall Fürstenberg nicht geregelt wurde.
Obwohl das Lösegeld am 2. August 1545 in Paris eintraf, wurde Wilhelm erst in der ersten Oktoberhälfte 1545 freigelassen, da die Franzosen zunächst auch die Freilassung des Prinzen von Roche-sur-Yon forderten und zudem abwarteten, ob Karl V. seine Verpflichtungen aus dem Friedensvertrag von Crépy einhielt. Das Lösegeld wurde aus Mitteln der Fürstenberger Grafen und einiger Freunde, sowie einem verzinslichen Darlehen der Stadt Straßburg auf die Einkünfte der Herrschaft Kinzigtal aufgebracht – Karl V. trug nichts dazu bei.

### Im Sog des schmalkaldischen Kriegs 1546/47
Nachdem Karl V. sich auch nach Wilhelms Freilassung in keiner Weise für dessen Dienste erkenntlich zeigte, bot Wilhelm seine Dienste wieder dem schmalkaldischen Bund an und wollte auch dessen Mitglied werden. Da er nach der Lösegeldzahlung zu keinem finanziellen Beitrag an den Bund in der Lage war und man ihm keine Sonderrechte einräumen wollte, kam es nicht dazu. Zudem hatten die Kriegsverwundung und die Gefangenschaft seine Gesundheit stark beeinträchtigt, so dass er militärisch auch nicht mehr voll einsatzfähig war. Gleichwohl war bekannt, dass Wilhelm den Bund unterstützte und im Herbst 1546 verweilte er als Besucher kurze Zeit im Armeelager des Bundes. Als sich im Schmalkaldischen Krieg das Bundesheer im November 1546 praktisch kampflos auflöste, unterdrückte Karl V. zunächst in Süddeutschland jegliche Opposition. Auch Wilhelm bekam die Ungnade des Kaisers zu spüren zumal er zu keiner Unterwerfung bereit war. Nachdem König Ferdinand die Ablösung der Reichspfandschaft Ortenau ankündigte, versuchten die Grafen von Fürstenberg, Wilhelm und Friedrich, dieses Gebiet für das Haus Fürstenberg zu retten und Wilhelm trat seine Besitzungen an seinen Bruder ab. Im November 1547 huldigten die Bewohner der Ortenau und des Kinzigtals dem Grafen Friedrich.

### Das Ende
Am 4. Juli 1549 befahl der Kaiser dem Grafen Friedrich seinen Bruder Wilhelm in Arrest zu nehmen. Wilhelm durfte Schloss Ortenberg nicht mehr verlassen, wozu er zunehmend physisch und psychisch auch nicht mehr in der Lage war – es wurde von geistiger Umnachtung gesprochen. Bereits am 21. August 1549 verstarb Wilhelm. Er wurde in Haslach beigesetzt.

### Reformation in Wilhelms Landen

#### Reformation in der Ortenau
Im Bauernkrieg hatte sich die Bevölkerung ein Mitspracherecht bei der Einsetzung (und Absetzung) von Pfarrern erstritten. Auch der Straßburger Bischof Wilhelm von Hohnstein hatte als Inhaber der halben Pfandschaft über die Landvogtei Ortenau dem Vertrag von Renchen zugestimmt. Graf Wilhelm, als Inhaber der anderen Hälfte der Pfandschaft und Landvogt, förderte die Reformation ohnehin, so dass sie sich langsam in der Ortenau ausbreitete und Kaspar Hedio 1545 in einem Brief erwähnte, dass er schon seit 20 Jahren in der Ortenau für Graf Wilhelm und die Reformation tätig sei.

#### Reformation im Kinzigtal
Das Kinzigtal war das Wittum von Wilhelms Mutter, Elisabeth, die am katholischen Glauben festhielt und erst 1540 verstarb. Durch ihren Einfluss konnte die Reformation im Kinzigtal nicht bedeutend an Einfluss gewinnen. Nach ihrem Tod fiel die Herrschaft an Graf Wilhelm, der nun hier die Reformation rasch einführte. Kaspar Hedio sandte aus Straßburg Martin Schalling den Älteren, den Wilhelm als Pfarrer in Wolfach und Oberhaupt aller Pfarrer in der Herrschaft einsetzte und der Reformator dieser Gegend wurde.